# Sancja Szymkowiak
Sancja Szymkowiak (Możdżanów, 10 luglio 1910 – Poznań, 29 agosto 1942) è stata una religiosa polacca della congregazione delle Figlie della Beata Vergine Maria Addolorata. È stata beatificata da papa Giovanni Paolo II nel 2002.

## Il culto
Il 18 dicembre 2000 papa Giovanni Paolo II ha autorizzato la Congregazione per le Cause dei Santi a promulgare il decreto riguardante le virtù eroiche di Sancja Szymkowiak, riconoscendole il titolo di venerabile.
È stata proclamata beata il 18 agosto 2002 da Giovanni Paolo II in una cerimonia celebrata nel parco di Błonie a Cracovia.